# Vachonium kauae
Vachonium kauae är en spindeldjursart som beskrevs av William B. Muchmore 1973. Vachonium kauae ingår i släktet Vachonium och familjen Bochicidae. Inga underarter finns listade i Catalogue of Life.